# Эш, Эрик (учёный)
Сэр Эрик Альберт Эш (англ. Eric  Albert Ash; 31 января 1928, Берлин, Веймарская республика — 22 августа 2021) — британский учёный. Труды в основном посвящены электротехнике, электронике и поверхностным акустическим волнам.

## Карьера
Из еврейской семьи, вынужденной бежать из Германии после прихода к власти нацистской партии. Его отец, юрист по профессии, к тому времени уже более десяти лет возглавлял юридический отдел концерна AEG.
В 1948 году получил высшее образование в Имперском колледже Лондона. В 1952 году получил степень доктора философии. Ректор Имперского колледжа Лондона в 1985—1993 годах.

## Награды
Среди наград:
- Медаль Фарадея (1980)
- Премия Маркони (1984)
- Королевская медаль (1986)

Состоит членом Лондонского королевского общества (1977), иностранным членом Национальной инженерной академии США (2001), Российской академии наук (2003).